# Obrázky z výstavy
Obrázky z výstavy (rusky Картинки с выставки) je hudební dílo ruského skladatele Modesta Petroviče Musorgského. Jde o původní klavírní dílo, které však později upravili pro orchestr mnozí hudební skladatelé. Obrázky z výstavy jsou známy i v orchestrální úpravě od Maurice Ravela, který dal tomuto dílu vynikající instrumentaci a dílu vdechl nový rozměr.

## Vznik

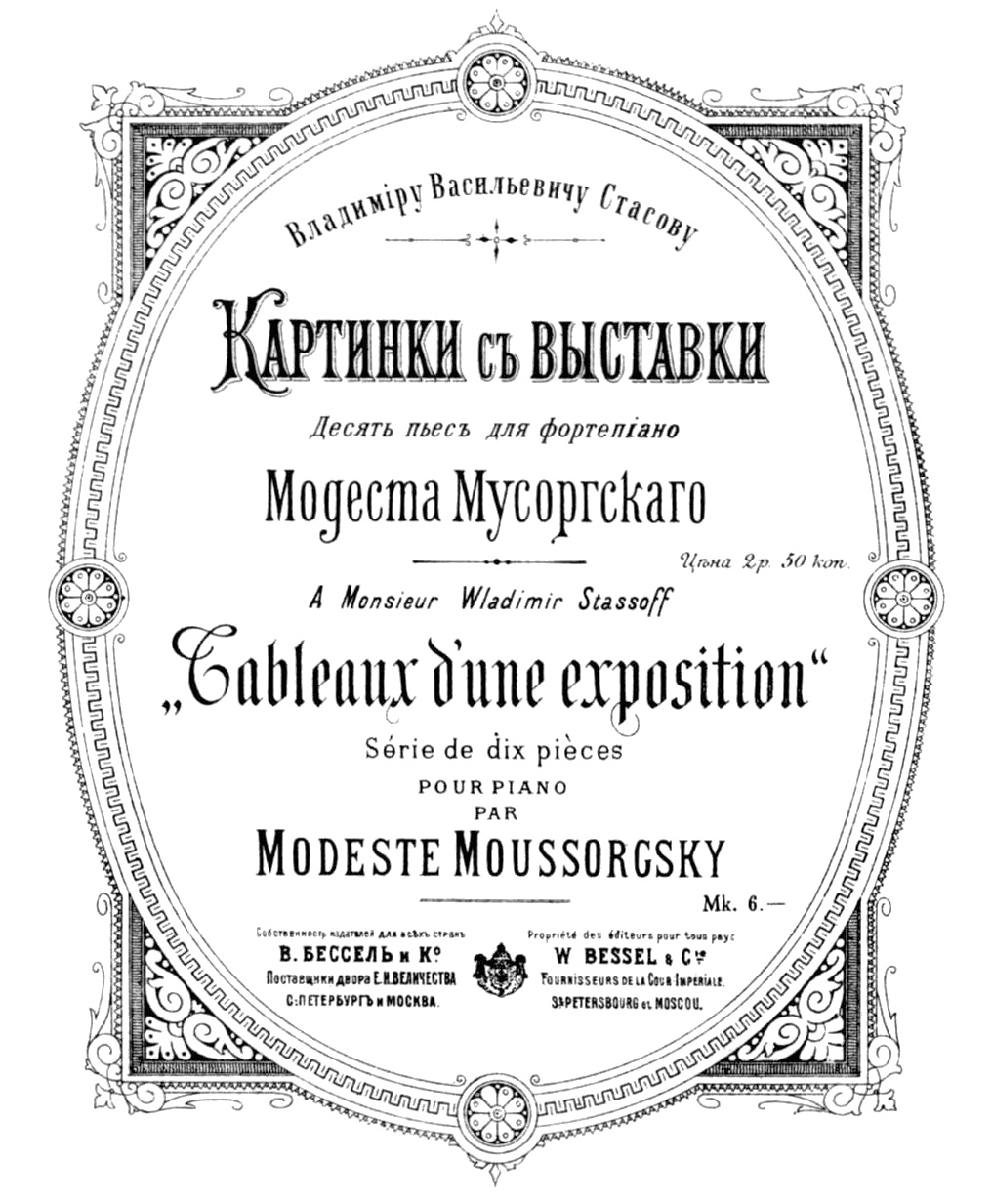
Obálka prvního vydání Obrázků z výstavy

V roce 1873 zemřel výtvarník a architekt Viktor Hartmann. Musorgskij se s Hartmannem seznámil prostřednictvím Vladimira Stasova okolo roku 1870, to když jej uvedl do kruhu Balakirevova kroužku. Hartmann studoval v Petrohradu a nejprve vynikal knižními ilustracemi. Poté pracoval jako architekt a vytvořil kromě jiného v roce 1862 v Novgorodu pomník zasvěcený tisícímu výročí existence Ruska. V roce 1864 odejel na čtyři roky do zahraničí. V tomto období vznikla většina jeho akvarelů a žánrových skic. Při posledním setkání s Musorgským utrpěl Hartmann záchvat slabosti, když si povídali o novém ruském stavebním stylu. O něco později Hartmann zemřel. Musorgskij napsal krátký nekrolog do Petrohradských novin. Když se Stasov, který se v době Hartmannovy smrti zdržoval v zahraničí, vrátil do Petrohradu, zorganizoval v únoru a březnu 1874 na památku svého přítele výstavu s jeho díly. Výstavní katalog obsahoval okolo 400 děl, mezi nimi také rané knižní ilustrace, cestovní náčrty, architektonické a kostýmní návrhy. Celá řada děl byla v průběhu výstavy prodána. Tato výstava podnítila Musorgského k tomu, aby svému zesnulému příteli napsal i hudební památku. V jednom enormním tvořivém zápalu zkomponoval svitu Obrázky z výstavy, kterou dne 22. června 1874 dokončil.

## Části

### Klavírní verze
Podle Musorgského rukopisu, ve kterém promenády nejsou očíslovány
- Promenáda (B dur)
- 1. Skřítek
- Promenáda (As dur)
- 2. Starý hrad
- Promenáda (H dur)
- 3. Hašteřící se děti aneb Park v Tuileries
- 4. Bydlo
- Promenáda (d moll)
- 5. Balet nevylíhnutých kuřátek
- 6. Samuel Goldenberg a Shmuyle
- Promenáda (B dur)
- 7. Trh v Limoges
- 8. Katakomby, Catacombae Sepulcrum romanum
- S mrtvými jazykem mrtvých
- 9. Baba Jaga aneb Domek na kuří nožce
- 10. Velká brána Kyjevská

### Ravelova orchestrace
Je zde vynechána poslední promenáda v B-dur.
- Promenáda (B dur)
- 1. Skřítek
- Promenáda (As dur)
- 2. Starý hrad
- Promenáda (H dur)
- 3. Hrající si děti aneb Park v Tuilleries
- 4. Bydlo
- Promenáda (d moll)
- 5. Tanec kuřátek ve skořápce
- 6. Samuel Goldenberg a Shmuyle
- 7. Trh v Limoges
- 8. Catacombae Sepulcrum romanum
- 9. Baba-Jaga aneb Domek na kuří nožce
- 10. Velká brána Kyjevská

## Analýza
Tato suita je postavena na rondové formě, ve které se mezi jednotlivými obrazy pětkrát opakuje Promenáda, ve které se návštěvník (hudební) výstavy resp. pozorovatel (posluchač) pohybuje od jednoho obrazu ke druhému. V době procházky výstavou na něj silně působí jednotlivé obrazy. Zůstává u nich stát, aby je mohl lépe pozorovat. Každý z těchto obrazů představuje jednu část této skladby a následovně je separátně analyzována. K pořadí jednotlivých částí je třeba říci, že v lichých obrazech 1,3,5,7 a 9 jde převážně odlehčené skladby se scherzovým charakterem, přičemž obrazy se sudými čísly 2,4,6,8 a 10 jsou napsány v pomalejším tempu a postupují od melancholického až po majestátně-monumentální provedení. Jedná se o tyto dva druhy pocitů, které Musorgského naplňovaly při vzpomínkách na zesnulého přítele. Na jedné straně smutek z jeho smrti, na druhé straně šťastné chvíle, které je spojovaly.

### Promenády
Promenády jasně představují Stasova a Musorgského jak se procházejí od obrazu k obrazu. Píše zde doslovně : Skladatel se sám zobrazil jak chodí sem a tam, občas postojí, potom spěchá dále, aby přistoupil blíže k určitému obrazu. Občas jeho cesta vázne – Musorgskij, plný smutku, myslí na svého mrtvého přítele.
Sám Musorgskij píše Stasovovi dopis, který mu odeslal v době své práce na této svitě v červnu 1874 a ve kterém píše, že v mezihrách se projevuje jeho duševní obraz, a že si myslí, že se mu tyto mezihry vydařily. Téma Promenád odráží v mnoha ohledech zvláštnosti ruského jazyka i hudby. Její charakter je vždy ovlivněn předcházejícím obrazem. Proto také zní variace Promenády – Con morturis in lingua mortua – ve smutném tónině h-moll, načež Promenáda po obraze dvou Židů přichází skutečně hrdě a v nepovšimnutelné délce.

### Promenáda 1(B dur)
První Promenáda je úvodem k dílu. Hlavní motiv ve klavírní verzi :
Na začátku se objevuje střídání "předzpěvujících" a "sboru", což je typickým znakem ruské lidové hudby. Tento nápěv je stále stejný, někdy jako variace, někdy transponovaný. Úvodní Promenáda je založena na druhu struktury "a,b,a" (a:T1-8, b:T9-21, a:T21-24). Zvlášť je to patrné v Ravelově orchestrální úpravě při střídání dechových a smyčcových nástrojů.

### Promenáda 2 (As dur)
Téma se nachází v levé ruce v piano. Při opakování je vždy provázeno sborem v pravé ruce. Při třetím nástupu tématu v devátém taktu je již soustavně doprovázeno. Když už se téma Promenády ztrácí v ritardandu a diminuendu, nastupuje attacca další část skladby – Starý hrad.

### Promenáda 3 (H dur)
Hlavní téma se nalézá v paralelních oktávách rozdělených na vysoký a nízký sbor, který se navzájem napodobuje. Jedná se o metodu ruské polyfonie v protikladu k západní fugové technice. Poslední dva takty jsou ukončeny tlumením melodie přes návrat k unizonu a přes diminuendo a ritardando, která jsou v notách zapsána.

### Promenáda 4 (d moll)
Téma Promenády začíná ve středu ve velké výšce v piánu. Mollová tónika připomíná předcházející obraz, který v pozorovateli ještě doznívá. Každé dva takty zaznívá o oktávu níže a je doprovázena neustálým crescendem. Na vrcholu v šestém taktu pokračuje téma v pravé ruce podle prvotní imitace, na což navazují v devátém taktu čtyři šestnáctiny, které naznačují následující obraz – Balet nevylíhnutých kuřátek. Ještě jednou zazní poslední vzpomínka na Promenádu, ještě dříve než se posluchač úplně odevzdá obrazu kuřátek.

### Promenáda 5 (B dur)
Pátá Promenáda je v celém rozsahu opakováním první. Rozděluje dílo na dvě části. Kdo ji hledá v Ravelově orchestrální úpravě, nenajde ji, on ji v této své úpravě zcela vynechal. Pár malých úprav ovlivňuje zhutnění tématu – na začátku jsou uvedeny oktávy a později v doprovodu zaměňuje například jednu čtvrtku za dvě osminy.
Ve zbylé části následují ještě dvě variace Promenády. Jedná se o mezičást Cum mortuis in lingua mortua a majestátní závěr – Velká brána Kyjevská.

### Cum mortuis in lingua mortua (h moll)
Mussorgskij sám napsal na okraj svého rukopisu následující poznámku: Latinský text zní: s mrtvými jazykem mrtvých. Co vyjadřuje tento latinský text? – Tvořivý duch zemřelého Hartmanna mě vede k lebkám a vyvolává je; lebky se jemně rozsvítí. Po myšlenkovém zpracování Hartmannova obrazu Katakomby se Musorgskij cítí ještě jednou vtažen k mrtvému příteli. V této pomalé části plné citu myslí ještě jednou na něj a setrvává v tichosti, před tím než se dále prochází výstavou. Tato část je rozdělena na dvě podčásti, každá z nich obsahuje deset taktů. Prvních deset taktů začíná s oktávovým tremolem na fis, které po chromatickém poklesu zůstává znovu na fis. V levé ruce zaznívá mollová variace tématu Promenády jako druh smutečního pochodu. Melodie druhých deseti taktů je překryta tremolem, které konstantně setrvává na fis.

## Obrazy

### 1. Skřítek (es moll)
Tento obraz představuje malého skřítka, který se na svých křivých nožičkách kulhavě, těžkopádně pohybuje. – Stasov
Z tohoto, zde Stasovovem popsaného skřítka, se později v Ravelově orchestrální úpravě stává nešikovný, na posluchače (pozorovatele) hněvivě pohlížející skřet, který chodí neustále kolem až téměř upadne. Tomuto koldokola chodícímu skřítkovi je, jakož i většině obrazů, základem schéma A,B,A. Část obsahuje dva motivy – jeden rychlý osminový a jeden synkopový. Začíná se osminovým motivem v taktech 1-10. V následujících taktech (T11-18) následuje opakování, načež je první motiv vyměněn za synkopový. Následuje úlek v taktech 19-28. Poté následuje vzájemné splývání obou motivů (T29-37), načež nakonec v taktu 38 následuje část b. Část b je označena jako Poco meno mosso a připomíná abstraktní verzi Promenády. Toto se opakuje a je vždy nakonec (T45-46 a T58-59) přerušeno rychlým osminovým motivem první části. Na něj navazuje v taktech 60-65 pokračování této abstraktní Promenády se sestupujícími půlovými notami v doprovodu, tentokrát ale bez rychlého osminového motivu. Toto pokračování se v dalších šesti taktech opakuje, přičemž se hlasy podruhé vymění. Poté následuje podruhé část a, tentokrát s variací synkopového motivu v taktech 72-93. Skladbička končí groteskním osminovým během, kterému je předepsáno "velocissimo" a "con tutta forza".

### 2. Starý hrad (gis moll)
Středověký hrad, před kterým stojí trubadúr zpívajíci svoji píseň. – Stasov
Tato část představuje píseň, kterou zpívá trubadúr a doprovází ji svým nástrojem. Co se týče doprovodného hudebního nástroje, jde o starodávný nástroj, u kterého při hraní, tak jako například u dud, neustále zní í základní tón (neustálá hudební prodleva). V tomto případu se pod pojmem základní skrývá jedno gis, které zní po dobu celé skladby. Jednotlivé strofy zpěvu a doprovodu končí stále stejným obratem. Po prvních dvou strofách, které představují stejný druh expozice, následuje 5 dalších, které se ze zpočátku stále zinzenzivňují tak, aby se poté po následném uváznutí v taktech 86-95 ztratily. I když je tato skladba po celou dobu označena zkratkou "pp", dosáhnou prostřední strofy hlasitostní vrchol, který přispívá v těchto částech k zahuštění. Maurice Ravel píše ve své orchestrální verzi ve střední části "f", aby se ke konci mohl znovu vrátit do "pp". Melodie je půvabná, typická pro ruskou lidovou hudbu. Tercie na začátku, jakož i synkopické kvinty a početné kvarty (např. vždy na začátku strofy) jsou elementy, které se v ruské lidové hudbě často vyskytují. Též improvizační princip použitý ve strofách, který má vždy stejnou konečnou frázi po improvizaci v melodii je v Rusku velmi používán. Na tiché doznívání této skladby následuje třetí Promenáda, která přechází do třetí skladby – Tuileries.

### 3. Hrající si děti (H dur)
Alej zahrad Tuileries, ve které je plno dětí s opatrovatelkami. -Stasov
I v této části skladby je základem forma a,b,a. Odlehčené šestnáctinové běhy a akordový H dur gis moll motiv na začátku představují Stasovem popsané děti, které si v Tiulerieských zahradách hrají a skáčou sem a tam. Motiv se zintenzivňuje od sedmého taktu (dobře je slyšet hlavně v harmoniích, které jsou stále tvrdší) tak, aby jej poté od čtrnáctého taktu překlenul klidnější b motiv. Od taktu 22 se téma vrací zesílené. Na konci se nachází šestnáctinový běh v harmonickém dis moll, který by se dal v dnešní době nejlépe popsat rychle se vzdalující kamerou. Těmito běhy se přechází k následujícímu obrazu.

### 4. Bydlo (gis moll)
Polský vůz s ohromnými koly tažený voly. -Stasov
V době monotónního gis-mol-H-Dur basového doprovodu se v horním hlasu vyvíjí melodie. Tak jako v části Starý hrad, i zde se jedná o druh písně se třemi strofami ve variacích, která se v druhé strofě zintenzivňuje tak, aby se poté na konci třetí strofy mohla ztratit ve velké rozlehlosti výstavního sálu. Konkrétně to znamená, že píseň se jednohlasně začíná ve fortissimu (u Ravela v pianissimu), ve středu se rozvijí až do čtyřhlasu a na konci zaniká v jednohlasném pianissimu. Každá strofa se skládá ze dvou částí, které sice stejně začínají, nicméně se dále vyvíjejí rozličně. Pokud jde o melodii, tak jsou první a třetí strofa v taktech 2-20, respektive 39-57 prakticky identické. Prostřední strofa je tvořená variací tématu. Tak jako v druhém obrazu, i zde se nachází mnoho znaků ruské lidové hudby. Jsou zde především časté kvartové a kvintové kroky, ostinátová figura v basu a stoupající kvinta, která se na začátku melodie stále vrací. V jednom dopisu Stasovovi Musorgskij napsal k tomuto nadpisu: Číslo 4: jednoduše – Sandoměřzské Bydlo, samozřejmě to takto nebude napsáno a zůstane to jen mezi námi. No, nezůstalo to jen mezi nimi, a proto víme dnes i my, že tento volský vůz zobrazený na tomto obrazu pochází z polské Sandoměře, tedy z města, ve kterém strávil Hartmann velkou část svého života a ze kterého pocházejí i dva Židé z obrazu číslo 6. Následující Promenáda 4 přebírá smutnější charakter tohoto obrazu, aby potom s náhle odlehčeným závěrem přešla na další obraz – Balet nevylíhnutých kuřátek.

### 5. Tanec kuřátek ve skořápce (F dur)
Hartmannův obraz jako kostýmní návrh pro balet Trilby. -Stasov
Jak už bylo na začátku uvedeno, liché obrazy mají scherzový charakter. Balet nevylíhnutých kuřátek je z nich jediný, který je skutečné Scherzino se střední částí – Trio. V první, opakující se části je slyšet skákající a pískající kuřátka, která tancují balet. Nápadné na tomto tématu je to, že se při vrchním hlasu jedná většinou o paralelní kvintu k basu. Po dalších šestnácti taktech se tato část zopakuje, a poté následuje trio. Trio je složeno ze dvou osmitaktových částí, které se opakují a jsou označeny "ppp". První díl obsahuje ostináto v base s nad ním se pohybujícími trylky, které tvoří útržkovitou melodii. Druhý díl Tria vede se svými osminami znovu k prvotnímu motivu, který končí codou.

### 6. Samuel Goldenberg a Schmuyle (b moll)
Dva polští Židé, jeden bohatý, druhý chudý.-Stasov
Dvě témata použitá v této části představují tyto dva Židy. První vystupuje mocně a rozhodně, druhý tiše, nervózně až trochu nechutně. V prvním se jedná o toho bohatého, který vystupuje jasně a sebevědomě v taktech 1-8. V dalších osmi taktech následuje druhý, ten chudý, který se nervózně kroutí vůkol, stěžuje si, případně ukradne peníze některému kolemjdoucímu, kdo ví? V taktech 17 a 18 se oba setkávají, načež následuje v taktech 19-25 jejich debata, ve které levou rukou hovoří bohatý a pravou rukou chudý Žid. Na to už mluví jen bohatý Žid a v posledních dvou taktech můžeme nabýt dojmu, že chudý se v energických slovech bohatého (ff) už úplně ztratil. V jednom dopisu své staré známé Ludmile Schestakové, Glinkově sestře, píše Musorgskij už v roce 1868, že se snaží vložit do své hudby lidské hlasy. Přesně to dělá Musorgskij v této skladbičce. Po prvních osmi taktech pomalého, rozvážného rozhovoru bohatého Žida následuje osm taktů chudého Žida. Ten mluví rychle, s neustálými opakováními na huhňajícím tónu. Poté si oba dva povídají, bohatý Žid v basu a chudý o něco hlasitěji (paralelní oktávy) v pravé ruce. Bohatý má ale poslední slovo a donutí chudáka mlčet.
Tónina, která spolu s uvolněnými e a a zde tvoří určitý druh cikánské stupnice, poukazuje na židovský původ obou osob.
V originálu následuje po této části opakování první Promenády, která celé dílo dělí na dvě části. V orchestrální Ravelově verzi, jakož i v mnohých jiných úpravách je tato Promenáda vypuštěna zcela a následuje rovnou scéna z trhu v Limoges.

### 7. Trh v Limoges (Es dur)
Francouzské ženy vášnivě se hádající na trhu.-Stasov
Musorgskij měl prvotně v úmyslu zapojit zde reálnou ženskou hádku, ale nakonec zůstal jen při hudební hádce. Jako v předcházejícím obrazu, i zde je představena lidská řeč. V protikladu k předcházejícímu obrazu zde použil namísto cikánské stupnice obyčejný Es-Dur, protože hádající se lidé nejsou Židé orientálního původu, ale francouzské ženy.
Neustálé šestnáctiny vyjadřují obrovský vír zvuků a horlivý tržní shon. Do tohoto zvukového víru se míchají i nadávky a z části také rvačky, například v taktech 4-8, ale hlavně v osmém taktu, když se velmi rychle mění mezi vysokými a nízkými tóny. Hádky jsou stále prudší (jasně je to patrné na dynamice, dizonancích a velkých skocích) a v taktu 25 se vrací k úvodnímu motivu, který však nyní zazní o velkou tercii výše. Ještě jednou se hádka zesiluje, aby poté attacca vedla rychlými dvatřicetinami k následující části – Katakomby.

### 8. Catacombae Sepulcrum romanum (h moll)
V tomto obrazu Hartmann zobrazil sám sebe, jak si ve světle lampy prohlíží pařížské katakomby. -Stasov
Tato část – Sepulcrum romanum – nese pečeť hrozivých zvuků, při kterých až tuhne krev v žilách. Obraz podle Stasova představuje samého Hartmanna, jak si spolu s průvodcem držícím lampu a s architektem prohlíží pařížské katakomby. Nahromaďují se lebky na lebky – smrt je zde všudypřítomná. Co by se z výstavy obrazů hodilo více jako reqiem na Hartmannovu čest, než obraz, který Hartmann sám ukazuje jako konfrontaci se smrtí ? Tato skladba je složena z téměř úplně nemelodických za sebou jdoucích akordů. Každou chvilku se ze tmy v piánu mihnou ve světle lampy nové hrozivé obrazy ve fortissimu. Od taktu 3 až po takt 11 jdou akordy po téměř chromatické basové linii d, cis, c, h, b, a, g, fis.

### 9. Baba Jaga, neboli Domek na kuří nožce (C dur)
Hartmannův obraz ukazuje hodiny ve formě domu Baby-Jagy, který stojí na kuří nožce. Musorgskij k tomu ještě přidal let Baby-Jagy na hmoždíři. -Stasov
Baba Jaga rejdí chladnými ruskými nocemi, jako je pro ni typické z ruské mytologie, na hmoždíři a ne na obyčejném koštěti. Její dům stojí na kuří nožce, a to z úplně jednoduchého důvodu. Když se dům otáčí, může se ke svým obětím vždy natočit a otevřít jim vchodové dveře do zaručené zkázy. Ježibaba totiž velmi ráda žere lidi, především jejich kosti. To, jak svoji chatrč k posluchači obrací zlověstným skokem (velká septima směrem nahoru) můžeme slyšet už v prvních akordech. I tomuto obrazu je základem a,b,a struktura. Po prvním dílu (Allegro con brio, feroce) následuje pomalejší střední díl, označený jako Andante mosso. Po repríze prvního motivu, tentokrát označeného jako Allegro molto, následují razantní šestnáctiny, které vedou attacca na další obraz. Co se týče prvního motivu – zdá se, jako když stejnoměrně kroužil okolo tónu G. Rychlý, chromaticky stoupající osminkový motiv, který též začíná na G tvoří v taktech 17-32 přechod v osmi pasážích. V posledních čtyřech se mu v pravé ruce přidává motiv se sekundovými prvními údery. Na ně se napojuje trochu heroicky znějící motiv. Je to možná Baba-Jaga, která právě létá nahoru-dolu na svém hmoždíři. Čím déle, tím více se do tohoto heroického motivu přidávají rychlé osminové pohyby a agresivní disonance. V taktu 57 přebírají kormidlo osminy už definitivně a od taktu 67 přichází do hry i hrozivá, chromaticky sestupující basová linie, která nakonec ústí do rychlého šestnáctinového běhu. Po zpomalení tohoto motivu a po čtvrtkách na stejném tónu (G) po celé dva takty, následuje část b. Část b nese pečeť dlouhých sextolových pohybů, které na konci zruší tremolo. V basu jsou tyto sextoly doprovázeny jistou variací prvního motivu. Po tom následující (T123) repríza úvodního motivu je trochu zkrácena. Pro šestnáctinový běh v taktu 187 je nyní více místa. Namísto toho, aby na konci zpomalil, tak po dosažení nejnižšího bodu znovu stoupá a vede nás k nikdy nepostavené Velké bráně Kyjevské.

### 10. Velká brána Kyjevská (Es dur)
Hartmannův obraz představuje architektonický návrh městské brány pro Kyjev v masivním staroruském stylu s kupolí ve tvaru slovanské helmy. -Stasov
Velká brána Kyjevská je plán městské brány v Kyjevě, která měla připomínat nešťastný atentát na cara Alexandra II. Brána měla původně obsahovat i velkou zvonici s kostelem. V Musorgského "Obrázcích z výstavy" představuje bombastické finále svity. Tato část je složena takříkajíc ze třech stavebních kamenů – variace tématu Promenády, chorál a zvonkohra zvonice nacházející se v bráně.
V prvních osmi taktech je představena variace Promenády. Nato se v následujících třinácti taktech opakuje a vede dále, načež následuje opakování originální formy, ale tentokrát hlasitěji a je podbarvena varhanním Es. Tento prvotní nápor gigantismu je v třicátém taktu přerušen chorálem znějícím z kostela brány ve frigické As-Dur, který je navíc ještě i označen senza expresione. Podle Stasova je tomuto chorálu základem Choral Elicy vo Christa krestistesja z ruské liturgie. Tento chorál je v taktu 47 přerušen prvním tématem, který je ale tentokrát doprovázen stoupající a klesající Es-Dur stupnicí v osminách. Tyto osminové pohyby se nejprve nacházejí v pravé ruce a při výměně hlasů v taktu 55 přejdou do levé, kde potom už zůstanou. Opět následuje chorál (T64), nyní o kvintu výše. Tentokrát však zazní v plné síle ve fortissimu. Po diminuendu v taktu 76 následuje od taktu 31 zvonkohra znějící ze zvonice. Pomalu začíná znít, nejprve velké těžké zvony, u kterých kmity notují velký takt. O něco menší zvony, které nastupují v taktu 85, mají tři kmity na takt a ty ještě menší se smíchávají s předcházejícími napsanými v osminách. Od taktu 97 se do zvonkohry skrytě zamíchává í originální téma Promenády. Po osmi taktech následuje přechod, který klade nápor na celou klaviaturu. Za následujícími triolami (T144) se znovu ukrývá téma Promenády, která po přechodné části v taktech 140-161 naposledy vede k hlavnímu tématu této skladby a majestátnímu závěru celého díla.

## Zvukové ukázky
Transkripce pro dva klavíry od Russela Warnera (Promenáda B-dur je zde vynechána):
- Promenáda (B dur), Skřítek, Promenáda (As dur), Starý hrad, Promenáda (H dur), Hrající si děti
- Bydlo, Promenáda (d moll), Balet nevylíhnutých kuřátek, Samuel Goldenberg a Schmuyle
- Trh v Limoges, Catacombae Sepulcrum romanum, Baba Jaga, nebo Domek na kuří nožce, Velká brána Kyjevská